# النادي العلمي بيتروليوم (سكيكدة)
النادي العلمي بيتروليوم (Petroleum Club - Skikda ) هو نادي علمي  ثقافي بجامعة سكيكدة تأسس يوم الاحد 20 نوفمبر 2016م من طرف طلبة بقسم البتروكيمياء قسم الصناعات البتروكميائية.

## أهداف النادي
نادي "Petroleum Club" هو نادي علمي ثقافي أسس يوم الأحد 20 نوفمبر 2016 من طرف مجموعة طلبة الصناعات البتروكميائية بقسم البتروكمياء و هندسة الطرائق بكلية التكنولوجيا ، جامعة 20 أوت 1955 بولاية سكيكدة بالجزائر ، ومن أبرز أهدافه :
1. يسعى النادي لطرح بعض التصورات خاصة بمجال اختصاص بتروكمياويات ،
2. ويشجع البحث العلمي من خلال بعض التحفيزات لطلبة ،
3. يطمح ليكون محترف في طرح الافكار و معالجتها ، يقوم النادي ببعض الانشطة الثقافية و الترفيهية لخلق جو مواتي لدراسة و فرصة لتأطير طلاب بشكل مستمر .[3]

## رؤساء النادي
|              | 2018-2016          | 2020-2018        | 2020             |
| ------------ | ------------------ | ---------------- | ---------------- |
| رؤساء النادي | بن أحمد عبد الرؤوف | الغزالي كحلاوي   | سعاد لينا نمديلي |
| أمناء النادي | مروة بلهوشات       | زكرياء دهميشي    | محمد قطيطة       |
| نواب         | جيلالي قصير        | أكرم بوغاغا      | أكرم عبد النوري  |
| نواب 1       | منال فاضل          | عبد الرحمن لوكام | منال سيد أحمد    |

## وصلات خارجية
- نادي بيتروليوم